# Rudolf Hofmann (Theologe, 1825)
Rudolf Hugo Hofmann (* 3. Januar 1825 in Kreischa; † 19. Februar 1917 in Leipzig) war ein deutscher evangelischer Theologe.

## Leben
Der Sohn eines Pfarrers besuchte die Fürstenschule Sankt Afra zu Meißen und immatrikulierte sich nach dem Abitur an der Universität Leipzig für Theologie. Hier schloss er sich der Studentenverbindung Landsmannschaft Afrania an. 1847 zum Dr. phil. et theol. promoviert, wurde er 1851 Lizenziat und 1860 Doktor der Theologie ehrenhalber. 
Nach einer Stelle als Pfarrer in Störmthal und der Lehrtätigkeit an Sankt Afra folgte Hofmann einem Ruf an die Universität Leipzig als Professor für Homiletik und Liturgie. 1910 erfolgte die Emeritierung.
Rudolf Hofmann war von 1905 bis 1910 Mitglied der 1. Kammer des Sächsischen Landtags, Domherr des Hochstifts Meißen und Mitbegründer der Meißener Konferenz.

## Veröffentlichungen
- Die Wiederkunft Christi und das Zeichen des Menschensohnes am Himmel. Leipzig 1850
- Das Leben Jesu nach den Apokryphen. Voigt, Leipzig 1851
- Symbolik oder systematische Darstellung des symbolischen Lehrbegriffs der verschiedenen christlichen Kirchen und namhaften Sekten. Voigt, Leipzig 1857
- Die Lehre von dem Gewissen. Hinrichs, Leipzig 1866

## Ehrungen
- Komentur des Königlich-Sächsischen Verdienstordens
- Komtur des Albrechts-Orden